# Rubén Ruzafa Cueto
Rubén Ruzafa Cueto (València, 9 de setembre de 1984) és un triatleta i ciclista espanyol resident al Rincón de la Victoria. S'ha proclamat tres cops campió del món en triatló cross.

## Palmarès en triatló
- 2008
  - Campió del món Xterra
- 2013
  - Campió del món Xterra
- 2014
  - Campió del món en triatló cross
  - Campió del món Xterra
- 2015
  - Campió del món en triatló cross
- 2016
  - Campió del món en triatló cross
  - Campió d'Europa en triatló cross

## Palmarès en ciclisme de muntanya
- 2004
  -  Campió d'Espanya sub-23 en Camp a través
- 2005
  -  Campió del món en Camp a través per relleus (amb José Antonio Hermida, Oliver Avilés i Rocio Gamonal)
  -  Campió d'Espanya sub-23 en Camp a través
- 2006
  -  Campió d'Espanya en Marató
  -  Campió d'Espanya sub-23 en Camp a través
- 2008
  -  Campió d'Espanya en Camp a través

## Palmarès en ciclocròs
- 2006
  -  Campió d'Espanya sub-23 en ciclocròs